# Лоу, Эдвард, 1-й граф Элленборо
Эдвард Лоу, 1-й граф Элленборо (8 сентября 1790 — 22 декабря 1871) — британский политик-тори. Он четыре раза был президентом контрольного совета и в 1842—1844 годах был генерал-губернатором Индии.

## Происхождение и образование
Эдвард был старшим сыном Эдварда Лоу, 1-го барона Элленборо, лорда главного судьи Англии, и Энн, дочери Джорджа Таури. Он получил образование в Итонском колледже и колледже Сент-Джонс в Кембридже.

## Политическая карьера: 1813—1842
Элленборо представлял затем лишённое избирательных прав «гнилое местечко» Сент-Майкл, Корнуолл, в Палате общин, пока смерть его отца в 1818 году не предоставила ему место в Палате лордов. В правительстве герцога Веллингтона в 1828 году он стал лордом-хранителем Малой печати, он также принимал участие в деятельности министерства иностранных дел как неофициальный помощник Веллингтона, который распознал в нём талант. Он надеялся стать министром иностранных дел, но был вынужден довольствоваться постом президента Контрольного совета, который он занимал вплоть до отставки кабинета министров в 1830 году. Элленборо был деятельным администратором и проявлял сильный интерес к вопросам индийской политики. Приближался пересмотр устава Ост-Индской компании, и он полагал, что управление Индией должно быть передано непосредственно королевской власти. В 1832 году он отправил в Лахор и Центральную Азию Александра Бёрнса.
Впоследствии Элленборо вернулся в Контрольный совет во время первого и второго правительств Роберта Пиля — на период с декабря 1834 по апрель 1835 года. В третий раз он занимал должность около месяца (сентябрь — октябрь 1841 года), а в октябре 1841 года его кандидатура была предложена на должность генерал-губернатора Индии, чтобы сменить на этом посту графа Окленда.

## Генерал-губернатор Индии, 1842—1844
Пребывание Элленборо на посту генерал-губернатора Индии длилось около 2,5 лет (половина обычного срока службы) и от начала до конца было объектом неприязненной критики. Его собственные письма, высылаемые ежемесячно Королеве, и его переписка с герцогом Веллингтоном были опубликованы в 1874 году, предоставив материал для разумной и объективной оценки его головокружительной карьеры. Основными спорными моментами были его политика в отношении Афганистана, а также пленных и армии, его завоевание Синда и кампания в Гвалиоре.
Элленборо отправился в Индию, чтобы «восстановить мир в Азии», но практически весь срок своей службы был занят войной. По прибытии его встретили новости о резне в Кабуле и осадах Газни и Джелалабада, в то время как сипаи Мадраса находились на грани мятежа. В своём заявлении от 15 марта 1842 года, как и в докладной записке для Королевы, датированной 18 марта, он констатировал с характерной ясностью и красноречием необходимость сначала нанести решающий удар по афганцам, а затем оставить их, предоставив возможность самим выбрать, под чей властью быть. Однако, когда он узнал о поражении генерала Ингланда, он приказал отступить Джорджу Поллоку и Уильяму Нотту, которые уже успешно выступили со своими колоннами для освобождения британских пленных. Тем не менее армия освободила пленных, место убийства сэра Александра Бёрнса в центре Кабула было сожжено.
Едва Элленборо выпустил медаль с надписью «Pax Asiae Restituta», как он оказался в состоянии войны с эмирами Синда. Майор Джеймс Аутрам, контролировавший их деятельность, доложил о существовании некоторого сопротивления, и Элленборо распорядился о расследовании, но поручил его сэру Чарльзу Нейпиру, наделив последнего всей полнотой политической и военной власти. Однако вскоре события вышли из-под контроля генерал-губернатора, а собственные его предписания были проигнорированы. Последовали битвы при Миани и Хайдарабаде, и Инд от Карачи до Мултана стал принадлежать Британии.
Едва был решён вопрос с Синдом, как перед губернатором, который находился в Агре, возникли новые проблемы, на этот раз с двух сторон. На севере границе угрожало мятежное княжество сикхов. На юге в Гвалиоре, в вассальном маратхском государстве, находилась большая мятежная армия, рани была только 12 лет от роду, существовали разногласия в совете министров. В этих условиях Гвалиор оказался на грани гражданской войны. Элленборо рассмотрел опасность в записке от 1 ноября 1845 года и приказал сэру Хью Гофу наступать. Последовали битвы при Махараджпуре и Пунниаре (произошли в один день); хотя были неизбежны, они стали неожиданностью для воюющих сторон. Договор, заключённый впоследствии, был как милосердным, так и благоразумным. Но к этому времени терпение директоров было исчерпано. Они не контролировали политику Элленборо, его депеши были надменны и грубы, и в июне 1844 года они отозвали его.

## Политическая карьера, 1844—1858
По возвращении в Англию Элленборо получил титул графа Элленборо, в графстве Камберленд, стал рыцарем Большого креста ордена Бани и получил благодарность от парламента. Однако вскоре период его нахождения у власти стал темой ожесточённых споров, хотя успешно отстаивался Пилем и Веллингтоном. В 1846 году Элленборо стал первым лордом Адмиралтейства. В 1858 году он в четвёртый раз занял должность президента Контрольного совета.
Элленборо умер в своём имении, Саутэм-Хаус, возле Челтнема в декабре 1871 года, в возрасте 81 года.

## Семья
Лорд Элленборо был женат дважды. В первый раз его женой стала леди Октавия Кэтрин, дочь Роберта Стюарта, 1-го маркиза Лондондерри, в 1813 году. Детей у них не было. После смерти леди Октавии в марте 1819 года он женился второй раз, уже на Джейн Дигби, дочери адмирала сэра Генри Дигби. У них родился сын Артур Дадли Лоу (1828—1830). Брак лорда и леди Элленборо был расторгнут актом парламента в 1830 году. После его смерти титул барона наследовал его племянник Чарльз.